# باب اليبس (مناخة)

تعديل مصدري - تعديل

باب اليبس هي إحدى قرى عزلة حصبان بمديرية مناخة التابعة لمحافظة صنعاء، بلغ تعداد سكانها 189 نسمة حسب تعداد اليمن لعام 2004.